# 우종완
우종완(1966년 6월 6일 ~ 2012년 9월 15일)은 대한민국의 방송인이자 크리에이티브디렉터이다. 사실상 대한민국 최초의 크리에이티브디렉터로 패션계에서 활약했으며, 케이블 채널 패션 프로그램의 MC로도 사랑받았으나, 2011년 12월 15일 뺑소니 사고를 낸 후 활동을 중단했다.
우종완은 2012년 9월 15일 자택에서 숨진 채로 발견되었다. 향년 47세. 처음으로 신고가 접수된 소방서에서는 "15일 오후 신고가 들어와서 출동하였으며, 출동 지령에는 '목을 맸다'고 되어있었고, 발견 당시 사후 강직이 온 상태였다"고 했다. 당초 그는 목을 매 자살한 것으로 알려졌지만, 유족들은 그의 사인이 심장마비라고 주장하였다.